# Gustav Adolf Leo
Gustav Adolf Heinrich Ferdinand Leo (ur. 4 listopada 1779 w Świeciu, zm. 17 kwietnia 1840 w Poznaniu) – urzędnik, dyrektor generalny w biurze rejencji gdańskiej, Honorowy Obywatel Miasta Gdańska.

## Życiorys
Gustaw Adolf Leo urodził się 4 listopada 1779 w Świeciu, w rodzinie urzędnika pruskiego. Szkołę średnią ukończył w Królewcu, tam też studiował na Uniwersytecie Albrechta. W 1804 rozpoczął karierę urzędniczą, był m.in. asesorem sądowym w Płocku i radcą rejencyjnym w Królewcu. Na przełomie 1825 i 1826 został dyrektorem generalnym w biurze rejencji gdańskiej. Zasłużył się miastu w okresie epidemii cholery w 1831. W 1833 został przeniesiony na urząd wiceprezydenta rejencji poznańskiej. Odchodząc z Gdańska, otrzymał od Rady Miasta tytuł honorowego obywatela. Nowy urząd pełnił do śmierci z powodu raka 17 kwietnia 1840.